# Ponto de vista (filosofia)
Na filosofia, um ponto de vista é uma atitude ou maneira específica pela qual uma pessoa pensa sobre algo. Este uso figurativo da expressão remonta a 1760. Nesse sentido, o uso é sinônimo de um dos significados do termo perspectiva (também perspectiva epistêmica).
O conceito de "ponto de vista" é altamente multifuncional e ambíguo. Muitas coisas podem ser julgadas a partir de certos pontos de vista pessoais, tradicionais ou morais (como em "a beleza está nos olhos de quem vê"). Nosso conhecimento sobre a realidade é muitas vezes relativo a um determinado ponto de vista. Vázquez Campos e Manuel Liz Gutierrez sugeriram analisar o conceito de "ponto de vista" a partir de duas abordagens: uma baseada no conceito de "atitudes proposicionais", a outra nos conceitos de "localização" e "acesso".

## Análise
Margarita Vázquez Campos e Antonio Manuel Liz Gutiérrez em sua obra "The Notion of Point of View", fazem uma análise abrangente da estrutura do conceito. Apontam que, apesar de ser crucial em muitos discursos, a noção não foi adequadamente analisada, embora existam alguns trabalhos importantes sobre. Eles mencionam que os primeiros filósofos gregos clássicos, a partir de Parmênides e Heráclito, discutiram a relação entre "aparência" e realidade, ou seja, como nossos pontos de vista estão conectados com a realidade. Eles apontam especificamente o Tractatus Logico-Philosophicus de Ludwig Wittgenstein. Eles consideram a teoria de "imagens" ou "modelos" de Wittgenstein (Wittgenstein usou a palavra alemã Bild, que significa tanto "imagem" quanto "modelo") como uma ilustração da relação entre pontos de vista e realidade.

### Atitudes proposicionais
A estrutura interna de um ponto de vista pode ser analisada de forma semelhante ao conceito de uma atitude proposicional. Uma atitude proposicional é uma atitude, ou seja, um estado mental mantido por um agente em relação a uma proposição. Exemplos de tais atitudes são “acreditar em algo”, “desejar algo”, “adivinhar algo”, “lembrar-se de algo”, etc. Vazques Campos e Gutierrez sugerem que os pontos de vista podem ser analisados como conjuntos estruturados de atitudes proposicionais. Os autores baseiam-se em Sense and Content de Christopher Peacocke.
Dentro desta abordagem pode-se realizar a classificação ontológica de várias distinções, tais como pontos de vista individuais versus coletivos, pessoais versus não pessoais, não conceituais versus conceituais, etc.

### Localização e acesso
Enquanto as atitudes proposicionais abordam pontos de vista internamente, a abordagem "localização/acesso" analisa pontos de vista externamente, por seu papel. O termo "acesso" refere-se à afirmação de Liz Gutierrez de que "pontos de vista, ou perspectivas, são formas de ter acesso ao mundo e a nós mesmos", e o termo "localização" é em referência à citação fornecida de Jon Moline que os pontos de vista são "maneiras de ver as coisas e eventos de determinados locais". Moline rejeita a noção de que pontos de vista são redutíveis a algumas regras baseadas em algumas teorias, máximas ou dogmas. Moline considera o conceito de "localização" de duas maneiras: de forma direta como um ponto de vantagem e, de forma ampliada, como um determinado ponto de vantagem fornece uma perspectiva, ou seja, influencia a percepção.
Essa abordagem pode abordar questões epistemológicas, como relativismo, existência do ponto de vista absoluto, compatibilidade de pontos de vista (incluindo "discordância irrepreensível"), possibilidade de um ponto de vista sem portador, etc.